# Иноцеллиды
Иноцеллиды, или безглазки (лат. Inocelliidae) — семейство насекомых из отряда верблюдок. 42 вида. Евразия, Северная Африка, Северная Америка. Голова субквадратная, оцеллии отсутствуют. Длина переднего крыла транспалеарктического вида Inocellia crassicornis от 8 до 15 мм.

## Палеонтология
Древнейшие представители иноцеллид были найдены в эоцене Северной Америки. Крупнейший представитель семейства, относящийся к виду Fibla carpenteri, обнаружен в эоценовом балтийском янтаре, его длина тела составляет 18 мм (без яйцеклада).

## Распространение
Большая часть видов (более 15) встречается в южной, восточной и юго-восточной Азии, 5 видов — в Северной Америке, 7 — в Западной Палеарктике.

## Классификация
- † Подсемейство Electrinocelliinae Engel, 1995
  - † Electrinocellia Engel, 1995 — балтийский янтарь, эоцен
- Подсемейство Inocelliinae Engel, 1995
  - Amurinocellia Aspöck & Aspöck, 1973[8]
  - Fibla Navás, 1915 — Испания, США и балтийский янтарь, эоцен[6]
  - Indianoinocellia
  - Inocellia Schneider, 1843[9]
    - Inocellia crassicornis

  - Negha Navás, 1916
  - Parainocellia
  - Sininocellia
    - Sininocellia gigantos